# Nathan Owens
Nathan John Owens (San Francisco Bay Area, 9 marzo 1984) è un modello e attore statunitense.

## Carriera
Owens ha avuto varie esperienze come modello. Nel 2011 è apparso nel video musicale California King Bed, di Rihanna, e nel 2012 nel video Va Va Voom di Nicki Minaj.
Nel 2015 è entrato a far parte del cast principale della serie televisiva Devious Maids - Panni sporchi a Beverly Hills, dove recita accanto ad Ana Ortiz, e interpreta Jesse Morgan, un militare che torna negli Stati Uniti per riprendere la sua vecchia vita da civile.

## Filmografia
- Silence Isn't All That I Am - Cortometraggio
- Boys from the Bar - Cortometraggio
- Il tempo della nostra vita (2012)
- The Audition - Cortometraggio (2013)
- Live-In Fear (2014)
- Devious Maids - Panni sporchi a Beverly Hills - serie TV (2015)
- Batwoman - serie tv - 2021
- 9-1-1: Lone Star - serie tv
- Febbre d'amore - soap opera (2025-in corso)

## Doppiatori italiani
Nelle versioni in italiano delle opere in cui ha recitato, Nathan Owens è stato doppiato da:
- Andrea Mete in Devious Maids - Panni sporchi a Beverly Hills
- Paolo Vivio in 9-1-1: Lone Star